# Республіка Острова Троянд
Республіка Острова Троянд (есп. Respubliko de la Insulo de la Rozoj; італ. Repubblica dell'Isola delle Rose) була віртуальною державою на техногенній платформі в Адріатичному морі, за 11 км (6,8 миль) біля узбережжя провінції Ріміні, Італія.
Його побудував італійський інженер Джорджіо Роза, який призначив себе президентом і проголосив незалежність 1 травня 1968 року. Острів Троянд мав власний уряд, валюту, пошту та комерційні установи, а офіційною мовою була есперанто. Однак, ця держава офіційно ніколи не була визнана суверенною жодною країною світу.
Італійський уряд розглядав острівну республіку як спробу Джорджіо Роза уникнути італійського оподаткування за туристичну діяльність. Острів було окуповано італійськими поліцейськими 26 червня 1968 року, піддано морській блокаді, і врешті зруйновано в лютому 1969 року.
З 2000 року історія острову Троянд є предметом документальних досліджень, заснованих на утопічному аспекті його генезису. 2020 року Netflix створив повнометражний художній фільм Острів Троянд.

## Назва
Острів, створений на штучній платформі, отримав назву на мові есперанто Libera Teritorio de la Insulo de la Rozoj (італ. Libero Territorio dell'Isola delle Rose), яка згодом стала Esperanta Respubliko de la Insulo de la Rozoj (Республіка есперанто з острова Троянд).
Есперантистський термін Rozoj (італ. rose, троянда) було запозичено з прізвища Джорджіо Роза, дизайнера та будівельника платформи, а також творця та натхненника державного утворення й бажання «побачити, як троянди квітнуть у морі».

## Історія
1967 року італійський інженер Джорджіо Роза профінансував будівництво 400-квадратних-метрів (4 300 фут2) платформи, що підтримується дев'ятьма пілонами. На платформі діяло кілька комерційних закладів, включаючи ресторан, бар, нічний клуб, сувенірний магазин та пошта. У деяких звітах також згадується наявність радіостанції, але цей факт лишається непідтвердженим.

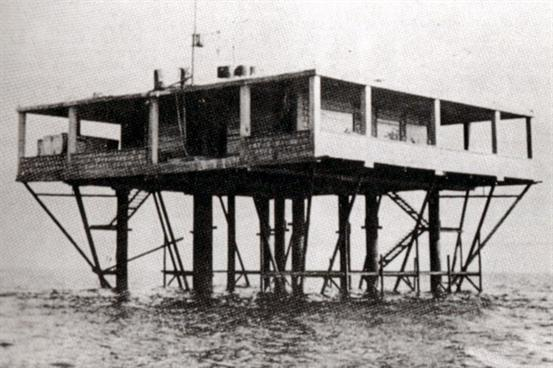
Острів, на якому розміщувалась Республіка Троянд

Платформа проголосила незалежність 24 червня 1968 року під есперантистською назвою «Insulo de la Rozoj», а Роза став самопроголошеним президентом. І есперантиське rozo (множина rozoj), і італійська rosa (множина rose) означають «троянда». Згодом острів випустив низку марок, включаючи марку, що показує приблизне розташування острову в Адріатичному морі. Передбачалось, що валютою республіки мав бути «млин», це зображення з'являлося на ранніх випусках марок, хоча, як відомо, жодної монети та банкноти не було випущено. Назву грошей було перекладено на есперанто як «Miloj».
Ці дії італійський уряд розцінив як уникання від сплати податків. Група з чотирьох карабінерів та офіцерів податкової поліції висадилася на острові, взявши його під контроль. Урядова рада платформи направила телеграму до італійського уряду, протестуючи проти «порушення суверенітету та шкоди місцевому туризму внаслідок військової окупації», але її було проігноровано.
13 лютого 1969 року Військово-морські сили Італії використали вибухівку для знищення об'єкта, що пізніше було зображено на поштових марках, виданих самопроголошеним урядом в еміграції.
Роза помер 2017 року, давши своє благословення для створення фільму про Острів Троянд, який було випущено 2020 року.

## У культурі
- Острів троянд представлений в італійському коміксі «Martin Mystère».[9]
- «Острів троянд», фільм 2020 року за мотивами Республіки Острів троянд режисера Сіднея Сібілії, вийшов на Netflix 8 грудня 2020 року.[10]